# Valur
Valur je nogometni klub iz Reykjavika, Island. Trenutačno se natječe u Úrvalsdeildu. 

## Povijest
Klub je osnovan 11. svibnja 1911. godine. Godine 1930. osvaja svoju prvu titulu i od tada je jedan od najboljih nogometnih klubova u državi. Godine 1939. Valur kupuje poljoprivredno zemljište Hlíðarendi, na čijem se mjestu nalazi istoimeni stadion. Prvobitno je Valur bio samo nogometni klub, no u 1940-im postaje sportsko društvo s momčadima u više sportova.

## Uspjesi
- Úrvalsdeild:
  -  (23): 1930., 1933., 1935., 1936., 1937., 1938., 1940., 1942., 1943., 1944., 1945., 1956., 1966., 1967., 1976., 1978., 1980., 1985., 1987., 2007., 2017., 2018., 2020.

- Islandski nogometni kup:
  -  (11): 1965., 1974., 1976., 1977., 1988., 1990., 1991., 1992., 2005., 2015., 2016.

- Islandski Liga kup:
  -  (3): 2008., 2011., 2018.

- Islandski nogometni superkup:
  -  (11): 1977., 1979., 1988., 1991., 1992., 1993., 2006., 2008., 2016., 2017., 2018.

## Vanjske poveznice
- Službena web-stranica